# Downdetector
 (juillet 2024).
Si vous disposez d'ouvrages ou d'articles de référence ou si vous connaissez des sites web de qualité traitant du thème abordé ici, merci de compléter l'article en donnant les références utiles à sa vérifiabilité et en les liant à la section « Notes et références ».
Downdetector est une plate-forme en ligne qui fournit aux utilisateurs des informations des plaintes d'autres utilisateurs, sur l'état de divers sites Web et services.
Les informations fournies par le site sont basées sur les rapports de panne des utilisateurs, qui sont collectés à partir de diverses sources. Une carte est également affichée avec les emplacements des rapports de panne, et une liste de villes avec le nombre correspondant de rapports est affichée au-dessus de la carte. Downdetector est disponible dans 45 pays, avec un site différent pour chaque pays. De plus, Downdetector surveille plus de 12000 services dans le monde.
Downdetector a été fondé en avril 2012 par Tom Sanders et Sander van de Graaf. Downdetector a été acquis par Ookla (en), la société derrière Speedtest.net, en août 2018.